# Saint-Vincent-en-Bresse
Saint-Vincent-en-Bresse település Franciaországban, Saône-et-Loire megyében. Lakosainak száma 581 fő (2022. január 1.). Saint-Vincent-en-Bresse Saint-Étienne-en-Bresse, Baudrières, La Frette, Montret és Saint-André-en-Bresse községekkel határos.

## Népesség
A település népessége az elmúlt években az alábbi módon változott:
| Lakosok száma | 544  | 568  | 579  | 573  | 571  | 570  | 576  | 579  | 581  |
|               | 2013 | 2015 | 2016 | 2017 | 2018 | 2019 | 2020 | 2021 | 2022 |